# Protocole no 12 à la Convention européenne des droits de l'homme
Le Protocole no 12 à la Convention européenne des droits de l'homme (adopté en 2000) à la Convention européenne des droits de l'homme, ratifié par 20 pays sur 46 membres du Conseil de l'Europe, étend le champ de l’interdiction de la discrimination prévu par l'article 14 de la Convention, en garantissant l’égalité de traitement dans la jouissance de tout droit prévu par la loi (y compris les droits reconnus par les législations nationales).

## Champ d'application du protocole
La portée supplémentaire du protocole vise quatre catégories de cas. Ceux dont la personne fait l'objet d'une discrimination :
- dans la jouissance de tout droit spécifiquement accordé à l’individu par le droit national (et non plus uniquement dans les droits fournis par la Convention)

- dans la jouissance de tout droit découlant d’obligations claires des autorités publiques en droit national (lorsque ces autorités sont tenues par la loi nationale de se conduire d’une certaine manière)

- de la part des autorités publiques du fait de l’exercice d’un pouvoir discrétionnaire (aides, subventions)

- du fait d’autres actes ou omissions de la part des autorités publiques (par exemple, le comportement des responsables de l’application des lois pour venir à bout d’une émeute). »

## Etat des signatures et ratifications du protocole
- Sur les 46 États contractants de la Convention, 20 États ont signé et ratifié le protocole n°12[2] :

1. Albanie
2. Andorre
3. Arménie
4. Bosnie-Herzégovine
5. Chypre
6. Croatie
7. Espagne
8. Finlande
9. Géorgie[3]
10. Luxembourg
11. Macédoine
12. Malte
13. Monténégro
14. Pays-Bas[4]
15. Portugal
16. Roumanie
17. Saint-Marin
18. Serbie
19. Slovénie
20. Ukraine

- 17 États sur les 46 États contractants de la Convention, ont signé, mais pas ratifié le protocole n°12 :

1. Allemagne
2. Autriche
3. Azerbaïdjan
4. Belgique
5. Estonie
6. Grèce
7. Hongrie
8. Irlande
9. Islande
10. Italie
11. Lettonie
12. Liechtenstein
13. Moldavie
14. Norvège
15. République tchèque
16. Slovaquie
17. Turquie

- Enfin, 9 États sur les 46 États contractants de la Convention n'ont ni signé, ni ratifié le protocole n°12 :

1. Bulgarie
2. Danemark
3. France
4. Lituanie
5. Monaco
6. Pologne
7. Royaume-Uni
8. Suède
9. Suisse